# 小行星969
小行星969（969 Leocadia）是一颗围绕太阳公转的小行星。

## 参数
这颗小行星的绝对星等为12.57等，自转周期为6.87小时。